# Triển lãm quốc phòng và hàng không vũ trụ châu Phi
Triển lãm hàng không vũ trụ và quốc phòng Châu Phi (Africa Aerospace and Defence - AAD) là hội chợ về hàng không vũ trụ được tổ chức mỗi 2 năm ở AFB Waterkloof tại Tshwane, Nam Phi. Hội chợ là sự kết hợp giữa hội chợ thương mại và trình diễn hàng không.
Triển lãm hàng không vũ trụ và quốc phòng Châu Phi được tổ chức lần đầu tiên vào năm 1975.
Lần tổ chức đầu tiên diễn ra vào tháng 10 năm 1975 với tên gọi "Hàng không Châu Phi", tại Sân bay Lanseria gần Johannesburg, Nam Phi dưới sự tài trợ của Liên hiệp hàng không thương mại Nam Châu Phi. Cùng năm này, Trung tướng Bob Rogers của không quân Nam Phi đã tổ chức một ngày hội mở tại AFB Waterkloof, Tshwane mà sau này cuối cùng trở thành Triển lãm Quốc phòng Nam Phi (DEXSA).
Vào năm 2000, Hàng không Châu Phi và DEXSA kết hợp với nhau để trở thành AAD. Vào năm 2006, triển lãm được chuyển đến AFB Ysterplaat ở Cape Town. Nó được tổ chức trở lại ở AFB Waterkloof vào năm 2012.
Triển lãm hàng không vũ trụ và quốc phòng Nam Phi lần tiếp theo sẽ được tổ chức vào 19-23 tháng 9 năm 2018.